# مايسكوال ووركبنش
مايسكوال ووركبنش (بالإنجليزية:  MySQL Workbench)‏ هي أداة لتصميم قاعدة بيانات مرئية والتي تشمل تطوير SQL ، و إدارة قواعد البيانات، وتصميم قواعد البيانات، وإنشاء وصيانة في بيئة تطوير متكاملة واحدة لنظام قواعد بيانات MySQL .

## التاريخ

### fabFORCE.net DBDesigner4

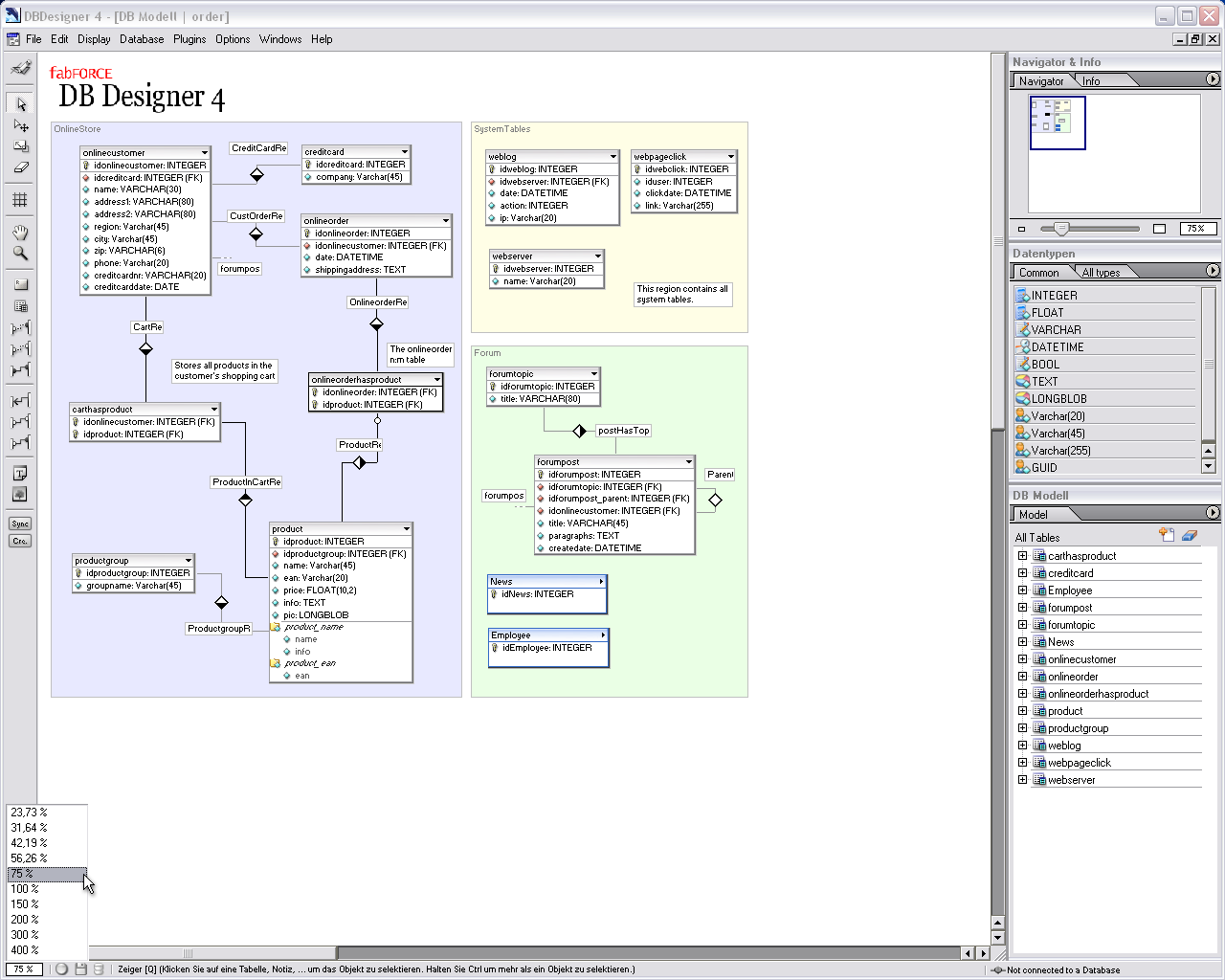
fabFORCE.net DBDesigner4

DBDesigner4 هي أداة تصميم واستعلام لقاعدة بيانات مرئية مفتوحة المصدر لقاعدة بيانات MySQL تم إصدارها بموجب GPL . تمت كتابته في 2002/2003 بواسطة المبرمج النمساوي Michael G. Zinner لمنصته fabFORCE.net باستخدام Delphi 7 / Kylix 3.

### حزمة أدوات MySQL GUI

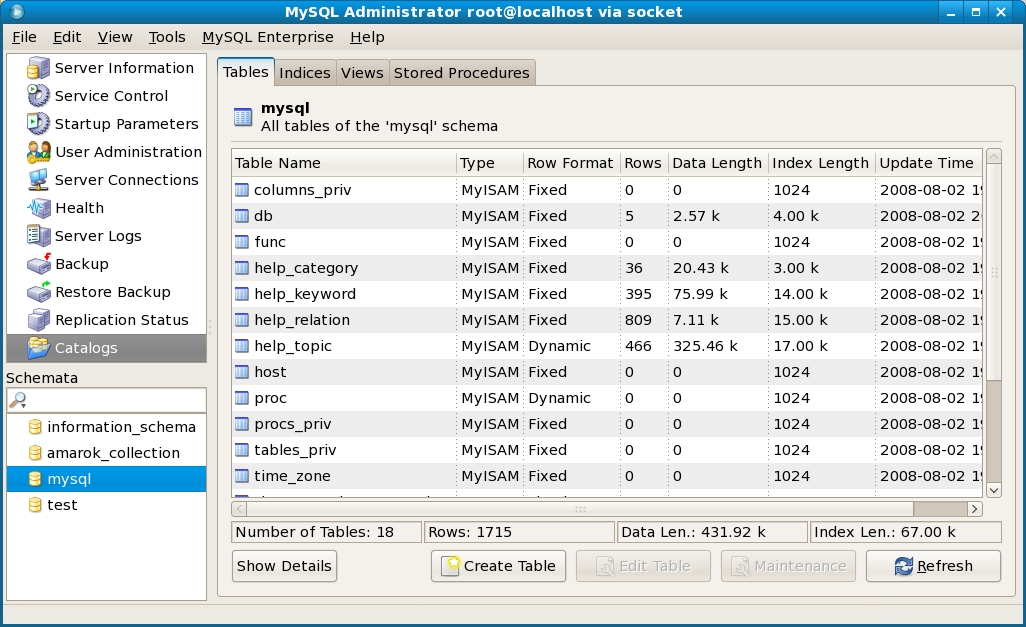
واجهة إدارة MySQL من أدوات واجهة المستخدم الرسومية في البرنامج

حزمة أدوات MySQL GUI هي مجموعة مفتوحة المصدر عبر الأنظمة الأساسية من تطبيقات سطح المكتب لإدارة خوادم قاعدة بيانات MySQL ، وبناء البيانات ومعالجتها داخل قواعد بيانات MySQL. تم تطويره بواسطة MySQL AB ولاحقًا بواسطة Sun Microsystems وتم إصداره بموجب GPL. توقف التطوير في حزمة أدوات واجهة المستخدم الرسومية ، وهو الآن [متى؟] محفوظة فقط ضمن أرشيف التنزيلات الخاص بموقع MySQL.
تم استبدال حزمة أدوات واجهة المستخدم الرسومية بـ MySQL Workbench ، ووصلت إلى نهاية العمر مع الإصدارات التجريبية من MySQL Workbench 5.2. ومع ذلك ، استمر فريق دعم MySQL في تقديم المساعدة للحزمة حتى 30 يونيو 2010.

## الاصدارات
أول إصدار كان في 2005 ثم تلاها الاصدارات :
- MySQL Workbench 5.0 و 5.1
- MySQL Workbench 5.2.1
- MySQL Workbench 6.0.0
- MySQL Workbench 6.1.1
- MySQL Workbench 6.2.1
- MySQL Workbench 6.3.1
- MySQL Workbench 8.0.0

## المميزات
السمات البارزة لـ MySQL Workbench هي:
- عام
  - اتصال قاعدة البيانات وإدارة المثيلات
  - عناصر العمل التي يحركها المعالج
  - قابل للكتابة بالكامل باستخدام Python وLua
  - دعم الإضافات المخصصة
  - متوافق مع MSAA (Windows Accessibility API)
  - يدعم ميزات MySQL Enterprise (سجل التدقيق وجدار الحماية والنسخ الاحتياطي للمؤسسات)
- محرر SQL
  - استعراض كائن المخطط والتفتيش والبحث
  - أداة تمييز بناء جملة SQL ومحلل العبارة
  - تعليمات إكمال كود SQL وسياق التعليمات الحساسة
  - مجموعات نتائج متعددة وقابلة للتحرير
  - شرح مرئي
  - مجموعات مقتطفات SQL
  - نفق اتصال SSH
  - دعم يونيكود
- نمذجة البيانات
  - تخطيط ER
  - اسحب النمذجة البصرية
  - الهندسة العكسية من نصوص SQL وقاعدة البيانات الحية
  - إعادة توجيه الهندسة إلى نصوص SQL وقاعدة البيانات الحية
  - تزامن المخطط
  - طباعة النماذج
  - الاستيراد من fabFORCE.net DBDesigner4
- إدارة قواعد البيانات
  - بدء وإيقاف طبعات قاعدة البيانات
  - تكوين المثيل
  - إدارة حساب قاعدة البيانات
  - متغيرات المثيل التصفح
  - تصفح ملف السجل
  - تصدير / استيراد تفريغ البيانات
- مراقبة الاداء
  - مقاييس مخطط الأداء
  - لوحة معلومات مثيل MySQL
  - إحصائيات الاستعلام
- ترحيل قاعدة البيانات
  - أي قاعدة بيانات متوافقة مع ODBC
  - الدعم الأصلي: Microsoft SQL Server و PostgreSQL و SQL Anywhere و SQLite و Sybase ASE

## الترخيص والإصدارات
MySQL Workbench هي أول عائلة MySQL من المنتجات التي تقدم إصدارين مختلفين - مصدر مفتوح وإصدار خاص. «إصدار المجتمع» هو منتج كامل الميزات لا يتم تعطيله بأي شكل من الأشكال.

## استقبال المجتمع
منذ تقديمه ، أصبح MySQL Workbench شائعًا في مجتمع MySQL. إنه الآن ثاني أكثر المنتجات التي يتم تنزيلها من موقع MySQL مع أكثر من 250،000 تنزيل شهريًا. قبل ذلك ، تم التصويت عليها كأداة قاعدة البيانات لعام 2009 على موقع Developer.com.
تمت مراجعة MySQL Workbench من قبل مجتمع المصادر المفتوحة والمجلات المطبوعة.

## روابط خارجية
- الموقع الرسمي
- مدونة مجتمع MySQL Workbench